# Doppelmayr-Garaventa
De Doppelmayr-Garaventa Group is een Oostenrijks en Zwitsers bedrijf dat gespecialiseerd is in transportmiddelen in berglandschappen en steden.

## Activiteiten
De groep is in 33 landen actief en heeft 13.700 installaties geproduceerd die in meer dan 78 landen geplaatst zijn, waarvan er nog 9597 actief zijn. Er wordt jaarlijks meer dan 590 miljoen euro omzet gedraaid, waarmee de Doppelmayr-Garaventa Group de marktleider is als het gaat om kabelbanen.

### Passagierstransportmiddelen
De groep is vooral bekend van zijn skiliften zoals sleepliften, gondels, stoeltjesliften en bergtreinen. Naast deze transportmiddelen in berglandschappen is het bedrijf ook actief voor het stedelijk passagierstransport, door de productie van roltrappen, liften en vliegtuigtrappen.

### Industriële transportsystemen
Doppelmayr produceert niet alleen passagierstransportmiddelen maar ook transportsystemen voor de industrie en mijnbouw, zoals bijvoorbeeld de aangepaste Funitel voor een van de Volkswagen-fabrieken om hele auto's mee te kunnen transporteren.

### Amusementssector
Ook heeft Doppelmayr de zogenaamde Mountain Glider ontwikkeld. Er staat een werkend prototype op het terrein van Doppelmayr Austria zelf, maar het eerste prototype voor een pretpark werd een flop.
De 'MountainGlider' voor Walibi Belgium genaamd Vertigo heeft nooit de beloofde capaciteit kunnen halen en de uiteindelijke klap én sluiting was te veel slijtage aan de gondels van het apparaat.

## Bedrijven onder Doppelmayr-Garaventa
Het bedrijf heeft al vele fusies en overnames meegemaakt. Hierdoor heeft Doppelmayr-Garaventa de volgende bedrijven in bezit:
- Doppelmayr
- Garaventa
- Girak
- CTEC
- Hölzl